# 全球最強之戰
全球最強之戰（英文：The Greatest Race on Earth (GROE)）是由渣打銀行贊助的一項馬拉松團體分站接力比賽。在2009至10年中，分為4站比賽，包括奈洛比馬拉松、新加坡馬拉松、孟買馬拉松及香港馬拉松。第三屆的「全球最強之戰」的獎金為一百五十萬美元，是國際田徑壇獎金最高的賽事。
2009年，渣打銀行宣佈停止贊助，該項賽事自此走入歷史。